# Dennis Rofe
Dennis Rofe (Epping, 1º giugno 1950) è un allenatore di calcio ed ex calciatore inglese, di ruolo difensore.

## Caratteristiche tecniche
Era un terzino sinistro.

## Carriera

### Giocatore
Nel 1964 inizia a giocare nelle giovanili del Leyton Orient, con cui nella parte finale della stagione 1967-1968 esordisce tra i professionisti, nella terza divisione inglese. Nella stagione 1969-1970 vince il campionato di Third Division, e l'anno seguente scende in campo in tutte le partite del campionato di Second Division; lascia il club al termine della stagione 1971-1972 dopo complessive 172 presenze e 6 reti in partite di campionato per seguire l'allenatore Jimmy Bloomfield al Leicester City, club di prima divisione.
Con le Foxes fin dalla sua prima stagione gioca stabilmente da titolare, e trascorre complessivamente 6 stagioni in massima serie: rimane poi nel club anche nella stagione 1978-1979 ed in gran parte della stagione 1979-1980, in seconda divisione, per poi essere ceduto dopo complessive 290 presenze e 6 reti in partite di campionato al Chelsea, altro club di seconda divisione, dove rimane fino al termine della stagione 1981-1982 giocando ulteriori 59 partite in questa categoria. Nell'estate del 1982 da svincolato si accasa al Southampton, club di prima divisione, con cui in 2 stagioni (le ultime della sua carriera da calciatore) gioca altre 20 partite in questa categoria.

### Allenatore
Dal 1984 al 1987 allena la squadra riserve del Southampton, club in cui poi rimane fino al 1991 come vice della prima squadra. All'inizio della stagione 1991-1992 viene assunto dai Bristol Rovers (club di seconda divisione) come vice di Martin Dobson: dopo l'esonero di quest'ultimo nell'ottobre del 1991 viene promosso come allenatore del club, prima ad interim e poi fino a fine stagione: sotto la sua guida i Rovers conquistano un tredicesimo posto in classifica in seconda divisione. Inizialmente riconfermato anche per la stagione successiva, nel novembre del 1992 si dimette dall'incarico.
Dopo una breve parentesi come allenatore della squadra riserve dello Stoke City torna al Southampton per allenare nelle giovanili, ruolo che ricopre fino al 1997 quando va a lavorare come vice al Fulham, salvo poi concludere la stagione 1997-1998 con una parentesi da allenatore dei semiprofessionisti del Kingstonian. Dal 1998 al 2005 torna a lavorare per la terza volta al Southampton: nel corso di questi 7 anni ricopre vari ruoli, iniziando come allenatore delle giovanili, proseguendo nella squadra riserve ed infine ricoprendo per 4 anni (dal 2001 al 2005) il ruolo di vice allenatore della prima squadra. Nella stagione 2012-2013 viene assunto come vice dal Bournemouth, club di terza divisione: dal 3 al 15 ottobre 2012 diventa allenatore ad interim del club, che guida nell'undicesima e nella dodicesima giornata di campionato della Football League One 2012-2013, per poi essere esonerato.

## Palmarès

### Giocatore

#### Competizioni nazionali
- Third Division: 1

Leyton Orient: 1969-1970
- Campionato inglese di seconda divisione: 1

Leicester City: 1979-1980